# 学☆王 -THE ROYAL SEVEN STARS-
『学☆王 -THE ROYAL SEVEN STARS-』（がくおー ザ・ロイヤル・セブン・スターズ）は、2012年1月27日にLump of Sugarから発売されたアダルトゲーム。Lump of Sugarの第8作目。
2012年8月10日に学☆王のファンディスク『学☆王 It's Heartful Days』が発売された。
アルケミストによるPlayStation Portableへの移植版『学☆王 -THE ROYAL SEVEN STARS- +METEOR』（がくおー ザ・ロイヤル・セブン・スターズ プラスミーティア）が2013年3月28日に発売。
本作は学園生活をテーマとした、スラップスティック・ラブコメディ作品である。
『+METEOR』では、声のみの登場だった宙乃が攻略対象ヒロインに昇格したほか、一部CGの修正が行われた。

## ストーリー
首都圏にある、学園都市国家ジュネシスは、世界中の学生たちのあこがれの的であった。
そのうちの一校である近衛ヶ原学園は、小惑星ファーデンフルスに位置するエレウタリア王国の第一王子・大陸の編入を認めた。
実母である女王からジュネシスの侵略を命じられていた彼は、編入先が過去に国家へ反逆した制裁を受け、廃校寸前にまで追い詰められていることを知り、ショックを受ける。
最初は全校生徒が自分を含め7人しかいない状況に不安を感じ消極的になっていたが、仲間たちの協力を受け、大陸はジュネシス侵略計画を進めていくのであった。

## 世界観
ジュネシス
優秀な人材を育成する目的で建国された学園国家およびその首都で、Mr.キングによって統治されている。多数の学園が点在しており、学者がノーベル賞を総なめするなど、レベルは非常に高い。近衛ヶ原学園のある「コノヱガハラシティ」を中心に5つの自治体で構成されている地上と3つの地区で構成された「ジオ・ユニバース」と呼ばれる地下都市が存在する。地上と地下はいくつもの専用エレベーターで接続されている。
イレブンマスター（十一賢人）
Mr.キング（マスターゼロ）および彼によって選ばれた、各ジャンルにおいて秀でた10人の合計11人を指す。ジュネシスの学園に通う生徒達の憧れの象徴だが彼らの立ち位置は様々で、教師に留まらず生徒や他職、さらには人外の存在も含まれている。

## 登場人物
※声が2人の場合はPC版 / PSP版のキャスト

### 主人公
大陸（ひろと）
声：木村良平（移植版）※限定版特典ドラマCDのみ声付き
太陽系外の小惑星にあるエレウタリア王国の第一王子。宇宙人のため苗字がない。
かつて母親・星那が暮らしたことのある地球にとても興味を持っており、自分が知らないことを見つけると興奮する。
好奇心旺盛かつ積極的な性格で、良くも悪くもそれが周囲の展開を左右することも多い。
実は父親が誰か分かっておらず、それ故に自身の誕生日も知らない。そのことが皇位継承権を持たず「肩書きだけの王子様」と語る理由の一つとなっており、自身のコンプレックスでもある。
不思議な力を持っており、彼が本気になると周りに力を与えることが出来る。

### ヒロイン
近衛 光莉（このえ あかり）
声：小鳥居夕花 / 高森奈津美
大陸と同学年のクラスメイト。
大陸をホームステイさせている張本人で、源十郎の孫娘にあたる。近衛ヶ原学園を誰よりも気に入っており、現在の近衛ヶ原学園の状況に心を痛めている。全国模試で1位を取ったこともある程の秀才で運動や技能教科もそつなくこなすなど、ジュネシスからも一目置かれている程の優等生。真面目だが下ネタには非常に敏感で、エルケンバートの下ネタに必要以上に反応して自爆することも。また他人を気遣える優しい性格だが感謝を素直に受け取らない、人前では普段どおりだが二人きりになると甘えだすなどツンデレの要素を持っている。
天宮寺・アクアリウス・海月（てんぐうじ アクアリウス うづき）
声：薔薇百合 / 福圓美里
大陸と同学年のクラスメイト。
大陸と同様にハプニングやピンチに燃えるタイプで、一緒に悪ノリをしては光莉にたしなめられている。普通の人が息を切らす量の運動を汗ひとつかかずにこなすなど、身体能力が非常に高く当然スポーツも得意。ジュネシスでも屈指の力を持つ財閥の出身で、本来ならば別の学園に通うことになっていたのだがある条件と引き換えに近衛ヶ原学園への通学を許可されている。
弟が一人おり、名前は流（ながれ）で宙乃のクラスメイト。
アンネマリー・ローエンシュタイン（Annemarie Lohenstein）
声：藤咲ウサ / 桜咲千依
大陸の後輩のクラスメイトでエルケンバートの妹。スイスからの留学生。
本来留学の予定は無かったのだが、エルケンバートが留学を受け入れる際に自分の留学を条件として要求してくれたため、共に留学する事になった。子供っぽく人懐っこい性格をしており、メンバーの中では最年少だが胸が一番大きい。料理を食べただけで使用した材料が分かる｢絶対味覚｣の持ち主で、その能力を生かしてか料理をするのが得意で（特にデザート）周囲からの評価も上々。謎の生物「アルパカさん」といつも一緒にいる。兄を除く他のメンバーから「まるる」と呼び親しまれている（エルケンバートは｢アンネマリー｣。但し恋人関係になった後は大陸も｢アンネ｣と呼ぶ）。
黛 比奈夕（まゆずみ ひなゆ）
声：北見六花 / 小野涼子
大陸の先輩のクラスメイト。
自身も学生でありながら近衛ヶ原学園で理科全般の特別講師として教壇に立つ「イレブンマスター」の一人・マスターセブンだが、自身の事を「イレブンマスターの面汚し」と呼ぶ(これには｢他の変人揃いのイレブンマスター達と同じ目で見られたくない｣という思いも含まれている)。感情に乏しく何を考えているのか分かりづらいことも多いが意外と積極的で、何かトラブルやイベントがあってもしっかりメンバーの中に混ざっている。また他人に「プリンス」や「まるる」などのあだ名を付けて呼ぶ癖がある。母親が医療関係に携わっており、自身も医者を目指している医者の卵で医師免許を持っている。幼児体型である事を気にしており、そのことについて指摘すると機嫌が悪くなる。

### PSP版追加ヒロイン
宙乃（そらの）
声：綾部結花 / 井口裕香
大陸の妹であり、エレウタリア王国の正式な王位後継者でもある。左利き。
PC版では声のみの登場だったが、PSP版では攻略ヒロインに昇格した。
兄のことが好きで色々と電話をしてくる一方、極度の人見知りで、他人の前だと兄の影に隠れてしまう。
彼女もまた地球に来ており、名門校であるヴィルトンプリンシパル学院に通いながら、Mr.キングの家にホームステイしている。

### サブキャラクター
エルケンバート・ローエンシュタイン（Erkenbert Lohenstein）
声：逢坂良太
大陸の先輩のクラスメイトでアンネマリーの兄。通称「エロケン先輩」。
その通称の通り思考がすぐに下ネタやエロの方向に進んでしまう。妹思いであると同時に妹がドSな性格にならなかったのを悔やんでいる重度のドM。光莉や比奈夕の頭脳･海月の身体能力の陰に隠れがちだが、彼自身ジュネシスより宇宙飛行士の候補生として勧誘を受けて留学して来たことからも分かるようにポテンシャルは高い。特に保健体育に関しては回答速度だけであれば沙牙よりも上。また腐女子が近くにいると咳込んでしまう、変わった体質の持ち主でもある。
近衛 源十郎（このえ げんじゅうろう）
声：蓮岳犬
近衛ヶ原学園の学園長で光莉の祖父。大陸の素性を見抜いており学園へ受け入れる。
歳のせいか、自宅で自分の部屋がどこか分からなくなるなどボケが激しい。
思川 竜太（おもいがわ りょうた）
声：蓮岳犬 / 高橋伸也
近衛ヶ原学園で唯一の常勤教師でクラスの担任。本人は登場せず、やたらポリゴン数の低い顔だけのホログラフィーで会話を行う。妻子持ち。

### イレブンマスター
Mr.キング
ジュネシスの王、「イレブンマスター」の一人・マスターゼロ。近衛ヶ原学園を潰す事を目論んでおり、近衛ヶ原学園の生徒に次々とイレブンマスターを送り込む。
実は元近衛ヶ原学園の教師で、本名は駿河零一。光莉が子供の頃、学園に忍び込んでいた頃の憧れの教師であった。
教え子であった大陸の母・星那と恋に落ち、息子ができるが、自身はジュネシスの王となるため、地球に留まった。
神楽院 沙牙（かぐらいん さが）
声：西山健介
「イレブンマスター」の一人・マスターワン。全国模試で満点を何度も出している実力の持ち主で、全科目のエキスパート「ジェネラリスト」に最も近いと言われる。最初こそ転校生を装って友好的に接してきたが、実際には傲岸不遜な性格で同じくジェネラリスト候補の光莉をライバル視しており、逆に自分より大きく劣る相手には目もくれない。
ルドルフ・フォン・パンツァーリート
声：山本兼平
「イレブンマスター」の一人・マスターツー。8bit風の戦車のホログラフィーで登場する為実際の容姿は不明。見た目とは裏腹に教育者としての確固たる信念を持ち合わせており、生徒はおろか教師達にも畏敬の念を払われており、比奈夕さえも渾名をつけず、「准教授」と呼ぶ。とある理由により比奈夕の「イレブンマスター」入りを反対していた。
玉名 しのぶ（たまな しのぶ）
声：超☆乙
「イレブンマスター」の一人・マスタースリー。繁華街にある人気カフェの店長で乙女の心を持つ男性。初めて見た相手の味の好みを的確に見抜く事ができ、的確なサービスを提供するため店の人気は高い。アンネマリーが料理をするきっかけを与えた人物で心より尊敬されている。「イレブンマスター」の一人であるが、本人はその肩書きには興味が無い。好きな食べ物はシャルロットで、踊り食いが苦手であるという。
岩井 エリカ（いわい えりか）
声：有栖川みや美
「イレブンマスター」の一人・マスターフォー。数学や情報関係の知識に長けておりハッキングやサーバー構築等も行えるが、その実は人前に出るのが苦手でいつも引き篭っている腐女子。チャット等のネットワーク上だと現実とは全く異なるキャラを作っている。
セシル・IC・セサモ（Cecile Iloffresa Confiance et Son amour）
声：本多啓吾
「イレブンマスター」の一人・マスターファイブ。芸術全般に精通しており、自身も完成度の高い複製を生み出す器用さを持つ。美しいものが大好きで本人も相当なナルシスト。作品に対して妥協を許さないため授業は厳しい。比奈夕同様、他人に変な渾名を付けて呼ぶ。
ルンルン
「イレブンマスター」の一人・マスターシックス。メスのパンダ。スケッチブックで意思表示をするが、文字が書けず「おなかすいた」「まあまあ」など最初から書かれている文字しか使えないため意図が読みづらい。アルパカさんには通じており、アンネマリーを通して会話が可能。
黛 比奈夕（まゆずみ ひなゆ）
「イレブンマスター」の一人・マスターセブン。上記を参照。
鉄 勇二（くろがね ゆうじ）
声：理多
「イレブンマスター」の一人・マスターエイト。最年少の「イレブンマスター」であり比奈夕の幼馴染。薬剤師免許を取得する天才児だが、それ以外は年相応の子供らしさを持つ。
自身の身長が低いのを気にしており、身長を伸ばす薬の研究をしているが未だ成功していない。
ジャネット/田中 夢子（たなか ゆめこ）
声：なかせひな
「イレブンマスター」の一人・マスターナインで90種類の言語を扱える外国語のスペシャリスト。また自作の小説が国語の教科書に引用されるなどの功績を持つ。自ら｢ジャネット｣を名乗り、御曹司との結婚を夢見て頻繁に合コンにも頻繁に参加しているが結果は芳しくない。
Magical Charming!にも講師として登場するが、本作品との関連性は不明。
穂仁原 翔（おにはら しょう）
声：大下孝太
｢イレブンマスター｣の一人・マスターテン。大陸と同学年のクラスメイト。あだ名は『ハラショー』。
ロックミュージシャンを目指しており、ギター以外の物でもギターの音が鳴らせる変わった特技を持つが、演奏は下手である。多数のアルバイトを経験している為か、年齢の割には社会経験が非常に豊富でコネも多い。特定ルートではその実績により｢イレブンマスター｣の一人に任命される事となる(FDでは本編終了後に｢イレブンマスター｣の座を先代に返上した事が判明する)。

### その他
アルパカさん
アンネマリー・ローエンシュタインといつも一緒にいる変わったアルパカ。背中に小さい羽根が生えている。
『Magical Charming!』にも使い魔として登場するが、本作品との関連性は不明。

## 主題歌
オープニングテーマ「My Sweet Lady」
作詞：佐倉紗織・a.k.a.dRESS / 作曲・編曲：a.k.a.dRESS / 歌 - 佐倉紗織
エンディングテーマ「FLUORITE DIARY」
作詞：佐倉紗織・a.k.a.dRESS / 作曲：a.k.a.dRESS・カノン / 編曲：a.k.a.dRESS / 歌 - 佐倉紗織
挿入歌「true my heart」
作詞：佐倉紗織・a.k.a.dRESS / 作曲・編曲：a.k.a.dRESS / 歌 - アンネマリー・ローエンシュタイン（声：藤咲ウサ）
PSP版オープニングテーマ「My Little Glory」
作詞：佐倉紗織 / 作曲・編曲：a.k.a.dRESS

## 漫画版
学☆王〜the twinkle star story〜
メディアファクトリーの『月刊コミックアライブ』にて2012年12月号（10月27日）より連載開始。舘津テトが作画を担当。
各話タイトルは「～時限目」と表されている。全6話。

## WEBラジオ
『学☆王　-THE ROYAL “RADIO” STARS-』は、2013年2月14日から4月25日まで音泉で配信されていたラジオ番組。隔週木曜日配信。パーソナリティは高森奈津美（近衛光莉 役）＋ゲスト。

## 反響

### 販売本数
『学☆王 -THE ROYAL SEVEN STARS- +METEOR』は発売日である2013年3月28日から2013年12月29日の間に10,065本販売され、2013年期の販売ランキングでは484位であった。美少女ゲームの2013年期販売ランキングでは22位であった。

### 受賞歴・批評
『学☆王 -THE ROYAL SEVEN STARS-』は、萌えゲーアワード2012の純愛系作品賞の銀賞を受賞した。
『ファミ通』2013年4月4・11日号にて『学☆王 -THE ROYAL SEVEN STARS- +METEOR』のレビューが掲載された。4人のレビュアーがそれぞれ7, 7, 6, 6点をつけ、40点満点中26点を得た。作品の雰囲気に対しては、「出来事が大げさに展開するので、楽しくプレイできる」「ノリ重視のハチャメチャな展開で、いい意味で気楽にプレイできる」との意見が寄せられた。主人公が宇宙人で舞台が学園都市国家という設定に対しては「破天荒でおもしろい」と述べられたが、各シナリオが長く展開がまったりしているとも述べられた。システムに関しては、低速スキップや直前の選択肢に戻る機能がよいとされた一方で、選択肢の少なさが2人のレビュアーから指摘された。

## 関連商品
- 学☆王 -THE ROYAL SEVEN STARS- ビジュアルファンブック ISBN 978-4-04-728172-1

エンターブレインより2012年6月15日に発売された。本作品の原画集および制作時のエピソードを収録。奏ナコトによる4コマ漫画も掲載されている。なお、本誌内でミニファンディスクの制作が発表された。